# Caldueño

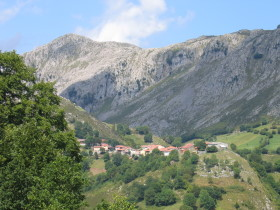
El Mazuco

Caldueño (Caldueñu en asturiano y oficialmente) es una parroquia del concejo de Llanes, en el Principado de Asturias. 
La parroquia se encuentra situada en el valle del río Caldueño, que le da su nombre, en las ramificaciones de la sierra del Cuera. Zona tranquila, a medio camino entre las playas de Llanes y los Picos de Europa, caracterizada por la actividad agrícola y ganadera, la arquitectura popular y los usos y costumbres tradicionales. Limita al sur con la parroquia de Puertas en el concejo de Cabrales, al oeste, con la parroquia de Meré, al norte con las de La Malatería, Vibaño y Posada y al este con la de Celorio, todas en el concejo de Llanes. Comprende 8 entidades de población que según el censo de 2016 tenían los siguientes habitantes:
- El Mazuco (El Mazucu[1]), lugar, a 350 m s. n. m., 60 habitantes en 27 viviendas
- Villa, lugar, a 240 m s. n. m., 39 habitantes en 25 viviendas
- Debodes, aldea, a 100 m s. n. m., 35 habitantes en 15 viviendas
- Cortines, aldea, a 120 m s. n. m., 22 habitantes en 11 viviendas
- Las Jareras (Las Xareras[1]), casería, a 240 m s. n. m., 15 habitantes en 8 viviendas
- Buda, casería, a 200 m s. n. m., 13 habitantes en 8 viviendas
- Caldueñín, aldea, a 243 m s. n. m., 13 habitantes en 9 viviendas
- Llanoamieva (Llanuamieva[1]), lugar, despoblado en la actualidad

La parroquia está comunicada a través de la carretera local de 2.º orden  LLN-7 , que parte de Llanes pasando por el Alto de los Resquilones y atraviesa El Mazuco, Caldueñín, Cortines y Debodes para terminar un kilómetro más adelante en la carretera regional  AS-115 . 
Los edificios más singulares de la parroquia son:
- Iglesia parroquial de San Juan en Cortines, de tipología tradicional de una sola nave, espadaña y pórtico lateral
- Casa de los Ordóñez en Cortines
- Capilla del Santo Ángel de la Guarda en El Mazuco
- Capilla del Caserío de San Pedro cerca de Debodes.

Las fiestas que se celebran en la parroquia son Santo Ángel de la Guarda (El Mazuco, 1 de marzo), San Juan (Villa, 24 de junio), El Carmen (Buda y Las Jareras, 16 de julio), San Pedrín (Debodes, 1 de agosto) y Nuestra Señora del Rosario (Cortines, 10 de octubre).
Durante la Guerra Civil Española en septiembre de 1937 tuvo lugar en la zona la batalla de El Mazuco

## Demografía
Según los últimos datos recogidos del año 2022, Caldueño cuenta con una población de 174 habitantes (92 hombres y 82 mujeres).   
A continuación, se muestra la evolución demográfica desde el año 2000: 
| Gráfica de evolución demográfica de Caldueño entre 1887 y 2022          |
|                                                                         |
| Población según padrón municipal de habitantes. Fuente INE (2000-2022). |